# Трохтельфінген
Трохтельфінген (нім. Trochtelfingen) — місто в Німеччині, знаходиться в землі Баден-Вюртемберг. Підпорядковується адміністративному округу Тюбінген. Входить до складу району Ройтлінген.
Площа — 79,14 км2. Населення становить 6330 ос. (станом на 31 грудня 2020).